# Кафявокоремна пустинарка
Кафявокоремна пустинарка (Pterocles exustus) е вид птица от семейство Pteroclididae.

## Разпространение и местообитание
Разпространен е в Буркина Фасо, Гамбия, Гвинея-Бисау, Джибути, Египет, Еритрея, Етиопия, Йемен, Индия, Иран, Камерун, Кения, Мавритания, Мали, Нигер, Нигерия, Обединените арабски емирства, Оман, Пакистан, Саудитска Арабия, Сенегал, Сомалия, Судан, Танзания, Того, Централноафриканската република, Чад и Южен Судан.